# Aloe alooides
Aloe alooides é uma espécie de liliopsida do gênero Aloe, pertencente à família Asphodelaceae.